# Mileniul al X-lea î.Hr.
Al zecelea mileniu î.e.n. a durat din anul 10000 î.e.n. până în anul 9001 î.e.n.

## Evenimente
- c. 9300 î.e.n: smochinul era cultivat în valea râului Iordan.[1]